# 西里西亚大区
西里西亞大区（德語：Gau Schlesien）成立於1925年3月15日，是納粹德國1933年至1941年間位於普魯士西里西亞省的一個行政區劃。 1925年至1933年，西里西亚大区是納粹黨在該地區的區域分部。 1941年1月27日，西里西亚大区分解為下西里西亞大區和上西里西亞大區。二戰後，前西里西亚大区的大部分地區成為了波蘭的一部分，遠西部的小部分成為未來東德的一部分。